# Elecciones generales de Panamá de 1994
Las elecciones generales en Panamá de 1994 se realizaron el domingo 8 de mayo de 1994 para elegir un nuevo Presidente de la República, primer y segundo Vicepresidente, así como una nueva Asamblea Nacional Legislativa, alcaldes, representantes, concejales y diputados al PARLACEN. Estas fueron las primeras elecciones democráticas luego de la caída del régimen dictatorial de Manuel Antonio Noriega provocado por la invasión de Estados Unidos en 1989.
Ernesto Pérez Balladares se presentó como candidato del Partido Revolucionario Democrático (PRD), teniendo como rivales a Mireya Moscoso del Partido Arnulfista y al cantante de salsa Rubén Blades, que por aquel entonces fungía como presidente del Movimiento Papa Egoró.
En las elecciones generales de 1989, Pérez Balladares se había desempeñado como director de campaña de Carlos Alberto Duque Jaén, el candidato elegido por el dictador Manuel Noriega, y sus oponentes de 1994 buscaron enfatizar su conexión con Noriega, transmitiendo imágenes de los dos juntos. Pérez Balladares negó el vínculo, describiendo al PRD actual como "diametralmente opuesto" a las políticas de Noriega.
En cambio, trabajó para posicionarse como sucesor de Omar Torrijos, quien era considerado un héroe nacional. El Partido Arnulfista en el poder, mientras tanto, fue visto como obstaculizado por la insatisfacción con la incompetencia y corrupción percibidas del gobierno de Guillermo Endara
En estas elecciones participaron 15 partidos políticos, los cuales fueron:
- Partido Revolucionario Democrático
- Partido Arnulfista (hoy Partido Panameñista)
- Movimiento Papa Egoró
- Movimiento Liberal Republicano Nacionalista (MOLIRENA)
- Partido Solidaridad
- Partido Renovación Civilista
- Partido Liberal Republicano (LIBRE)
- Partido Liberal
- Partido Liberal Auténtico
- Unión Demócrata Independiente (UDI)
- Partido Laborista Agrario (PALA)
- Partido Demócrata Cristiano (hoy Partido Popular)
- Movimiento de Renovación Nacional (MORENA)
- Partido Panameñista Doctrinario
- Misión de Unidad Nacional (MUN)

De los 15 partidos que se presentaron, 11 de ellos lo hicieron en alianza respaldando a alguno de los 7 candidatos a la presidencia.

## Resultados

### Presidencial
Ernesto Pérez Balladares, del Partido Revolucionario Democrático ganó las elecciones con el 33.30% (con un total de 355.307 votos), seguido de Mireya Moscoso del Partido Arnulfista con el 29.09% (310.372 votos) y Rubén Blades del Movimiento Papa Egoró con el 17.10% (182.405 votos)
|                                    | Candidato                | 1.er Vicepresidente    | 2.do Vicepresidente    | Alianza / Partido               | Votos     | %      |
| ---------------------------------- | ------------------------ | ---------------------- | ---------------------- | ------------------------------- | --------- | ------ |
|                                    | Ernesto Pérez Balladares | Tomás Altamirano Duque | Felipe Virzi           | Alianza Pueblo Unido            | 355.307   | 33.30% |
| Partido Revolucionario Democrático | Ernesto Pérez Balladares | Tomás Altamirano Duque | Felipe Virzi           | 326.095                         | 30.57%    |        |
| Partido Laborista Agrario          | Ernesto Pérez Balladares | Tomás Altamirano Duque | Felipe Virzi           | 17.046                          | 1.60%     |        |
| Partido Liberal Republicano        | Ernesto Pérez Balladares | Tomás Altamirano Duque | Felipe Virzi           | 12.166                          | 1.14%     |        |
|                                    | Mireya Moscoso           | Arnulfo Escalona Ríos  | José Manuel Terán      | Alianza Democrática             | 310.372   | 29.09% |
| Partido Arnulfista                 | Mireya Moscoso           | Arnulfo Escalona Ríos  | José Manuel Terán      | 211.780                         | 19.85%    |        |
| Partido Liberal                    | Mireya Moscoso           | Arnulfo Escalona Ríos  | José Manuel Terán      | 46.775                          | 4.38%     |        |
| Partido Liberal Auténtico          | Mireya Moscoso           | Arnulfo Escalona Ríos  | José Manuel Terán      | 43.797                          | 4.11%     |        |
| Unión Demócrata Independiente      | Mireya Moscoso           | Arnulfo Escalona Ríos  | José Manuel Terán      | 8.020                           | 0.75%     |        |
|                                    | Rubén Blades             | Fernando Manfredo      | Ricardo Bermúdez       | Movimiento Papa Egoró           | 182.405   | 17.10% |
|                                    | Rubén Darío Carles       | Guillermo E. Quijano   | Tomás Herrera          | Cambio '94                      | 171.192   | 16.05% |
| MOLIRENA                           | Rubén Darío Carles       | Guillermo E. Quijano   | Tomás Herrera          | 115.478                         | 10.82%    |        |
| Renovación Civilista               | Rubén Darío Carles       | Guillermo E. Quijano   | Tomás Herrera          | 32.122                          | 3.01%     |        |
| MORENA                             | Rubén Darío Carles       | Guillermo E. Quijano   | Tomás Herrera          | 23.592                          | 2.21%     |        |
|                                    | Eduardo Vallarino        | Raúl J. Ossa           | René Orillac           | Partido Demócrata Cristiano     | 25.476    | 2.39%  |
|                                    | Samuel Lewis Galindo     | David Guerra           | Marisin V. de Arias    | Concertación Nacional           | 18.424    | 1.73%  |
| Solidaridad                        | Samuel Lewis Galindo     | David Guerra           | Marisin V. de Arias    | 9.304                           | 0.87%     |        |
| Misión de Unidad Nacional          | Samuel Lewis Galindo     | David Guerra           | Marisin V. de Arias    | 9.120                           | 0.85%     |        |
|                                    | José Salvador Muñoz      | Rodrigo Bernal         | Julia Suira            | Partido Panameñista Doctrinario | 3.668     | 0.34%  |
| Total de votos válidos             | Total de votos válidos   | Total de votos válidos | Total de votos válidos | Total de votos válidos          | 1.066.844 | 96.58% |
| Votos Nulos/En blanco              | Votos Nulos/En blanco    | Votos Nulos/En blanco  | Votos Nulos/En blanco  | Votos Nulos/En blanco           | 37.734    | 3.42%  |
| Total                              | Total                    | Total                  | Total                  | Total                           | 1.104.578 | 100%   |

### Legislativa
En la elección legislativa, la disposición de los escaños fue el siguiente:
| Partido/Alianza        | Partido/Alianza             | Partido/Alianza                   | Partido/Alianza                             | Votos            | %                | Escaños |
| ---------------------- | --------------------------- | --------------------------------- | ------------------------------------------- | ---------------- | ---------------- | ------- |
|                        | Alianza Pueblo Unido        |                                   | Partido Revolucionario Democrático          | 236.319          | 22.86%           | 30      |
|                        | Alianza Pueblo Unido        | Partido Laborista Agrario         | 28,172                                      | 2.73%            | 1                |         |
|                        | Alianza Pueblo Unido        | Partido Liberal Republicano       | 24.979                                      | 2.42%            | 2                |         |
| Total                  | Total                       | 289.470                           | 28.01%                                      | 33               |                  |         |
|                        | Alianza Democrática         |                                   | Partido Arnulfista                          | 150.217          | 14.53%           | 14      |
|                        | Alianza Democrática         | Partido Liberal                   | 35.516                                      | 3.44%            | 2                |         |
|                        | Alianza Democrática         | Partido Liberal Auténtico         | 31.045                                      | 3.00%            | 2                |         |
|                        | Alianza Democrática         | Unión Demócrata Independiente     | 13.106                                      | 1.27%            | 1                |         |
| Total                  | Total                       | 229.884                           | 22.24%                                      | 19               |                  |         |
|                        | Cambio '94                  |                                   | Movimiento Liberal Republicano Nacionalista | 116.833          | 11.30%           | 5       |
|                        | Cambio '94                  | Movimiento de Renovación Nacional | 68.581                                      | 6.64%            | 1                |         |
|                        | Cambio '94                  | Renovación Civilista              | 57.590                                      | 5.57             | 3                |         |
| Total                  | Total                       | 243.004                           | 23.51%                                      | 9                |                  |         |
|                        | Movimiento Papa Egoró       | Movimiento Papa Egoró             | Movimiento Papa Egoró                       | 99.760           | 9.65%            | 6       |
|                        | Concertación Nacional       |                                   | Partido Solidaridad                         | 67.306           | 6.51%            | 4       |
|                        | Concertación Nacional       | Misión de Unidad Nacional         | 27.017                                      | 2.61%            | 0                |         |
| Total                  | Total                       | 94.323                            | 9.13%                                       | 4                |                  |         |
|                        | Partido Demócrata Cristiano | Partido Demócrata Cristiano       | Partido Demócrata Cristiano                 | 66.411           | 6.43%            | 1       |
| Total de escaños       | Total de escaños            | Total de escaños                  | Total de escaños                            | Total de escaños | Total de escaños | 72      |
| Total de votos válidos | Total de votos válidos      | Total de votos válidos            | Total de votos válidos                      | 1.033.572        | 94.67%           | -       |
| Votos nulos/en blanco  | Votos nulos/en blanco       | Votos nulos/en blanco             | Votos nulos/en blanco                       | 58.184           | 5.33%            | -       |

En estas elecciones, el Partido Revolucionario Democrático vuelve al poder luego de la caída del régimen militar. Sólo ocho partidos lograron subsistir al alcanzar la cuota mínima; el Partido Liberal, el Partido Laborista, el Partido Liberal Auténtico, el Partido Panameñista Doctrinario, el Partido Liberal Republicano y la Unión Demócrata Independiente dejaron de existir.